# Strijkkwartet nr. 3 (Schönberg)
Arnold Schönberg voltooide zijn Strijkkwartet nr. 3 opus 30 in 1927.
Het strijkkwartet leidde veelal tot discussie. Een aantal musicologen vond sporen van het Strijkkwartet in a mineur van Franz Schubert erin terug, maar Schönberg zelf ontkrachtte dat. Een deel van de inspiratie voor dit kwartet zou komen van een poster die tijdens zijn jeugd boven zijn bed hing (Das Gespensterschiff) en het beeld van die poster dook in zijn brein op tijdens het schrijven van dit werk.  De mecenas van Schönberg Elizabeth Sprague Coolidge gaf opdracht voor dit werk, maar achteraf gezien was het strijkkwartet op de datum van opdracht (2 maart 1927) waarschijnlijk al voltooid. De eerste uitvoering vond plaats in Wenen door het Kolisch Kwartet. 

## Muziek
Het strijkkwartet is haar vorm ook een bron van muziektheorie. Schönberg hield zich in ieder geval aan de vierdelige opzet van een strijkkwartet:
1. Moderato
2. Adagio
3. Intermezzo in Allegro moderato
4. Rondo in molto moderato

Volgens Robert Craft, internationaal erkend maar ook bediscussieerd kenner van muziek van Arnold Schönberg en Igor Stravinski, kan het werk als volgt ontleed worden:
1. deel 1 gaf aanleiding tot de verbinding met Schuberts werk
2. deel 2 is een thema en variaties; Schönberg zocht met die variaties de grenzen op, hij varieerde binnen die variaties, zodat het thema (bijna) geheel onherkenbaar is geworden;
3. deel 3 en deel 4 zijn gebaseerd op het klassieke Rondoprincipe, zelfs de indeling menuet en trio worden gehanteerd, maar net als bij deel 2 is alles onherkenbaar gemaakt
4. deel 4 is een rondo in sonatevorm.

## Discografie
De muziek van dit strijkkwartet vergt veel van de luisteraars. Daarbij komt dat de Strijkkwartetten niet tot de bekendste werken van deze componist behoren. Ze zijn dan ook verschenen op (relatief) kleine platenlabels. Gramophone, een Brits tijdschrift voor klassieke muziek, raadde in 2010 de uitgave van Naxos aan binnen een toenmalig aanbod van zes versies waaronder één door Rudolph Kolish (van de premiere).